# Neuilly-le-Dien
 Neuilly-le-Dien  es una población y comuna francesa, en la región de Picardía, departamento de Somme, en el distrito de Abbeville y cantón de Crécy-en-Ponthieu.

## Demografía
| 168 | 154 | 114 | 97 | 103 | 110 |
| Para los censos de 1962 a 1999 la población legal corresponde a la población sin duplicidades (Fuente: INSEE [Consultar]) |     |     |    |     |     |